# レシンナミン
レシンナミン(Rescinnamine)は、高血圧治療薬として用いられるアンジオテンシン変換酵素阻害剤である。インドジャボクその他のインドジャボク属の植物に含まれるアルカロイドである。Moderil、Cinnasil、Anaprel等の商標名で市販される。